# Liste öffentlicher Bücherschränke im Land Salzburg
Dieser Artikel enthält öffentliche Bücherschränke im Land Salzburg und erhebt keinen Anspruch auf Vollständigkeit.

## Statistik
Derzeit sind im Land Salzburg 63 öffentliche Bücherschränke erfasst (Stand: 5. April 2025).

## Liste öffentlicher Bücherschränke gereiht nach Gemeinde
| Bild | Ausführung                     | Gemeinde                                                 | Bezirk               | Seit          | Anmerkung | Lage                                                                                         |
| ---- | ------------------------------ | -------------------------------------------------------- | -------------------- | ------------- | --- | -------------------------------------------------------------------------------------------- |
|      | Telefonzelle                   | Anif, Ortschaft Neu-Anif                                 | Salzburg-Umgebung    | 2015          | Die Bücherzelle wurde als erste ihrer Art in Anif im Rahmen eines Lehrlingsprojektes der Zementwerk Leube GmbH aufgestellt. | ⊙ Ahornstraße 36, 5081 Neu-Anif                                                              |
|      | Telefonzelle                   | Anif, Ortschaft Niederalm                                | Salzburg-Umgebung    | Dez. 2015     | Die im Rahmen eines Lehrlingsprojektes der Leube Zement GmbH umfunktionierte Bücherzelle wurde als zweite ihrer Art in Anif neben einer noch aktiven Telefonzelle in der Nähe der Bäckerei-Konditorei J. Ebner aufgestellt. | ⊙ Bäckergasse 3, 5081 Anif                                                                   |
|      | Telefonzelle                   | Bergheim                                                 | Salzburg-Umgebung    | Feb. 2020     | Die Bücherzelle bei der Pfarrkirche Bergheim wurde von Schulanfängern des Bergheimer und Lengfeldener Kindergartens eröffnet und wird von der örtlichen Bücherei betreut. | ⊙ Dorfstraße 16 (Dorfplatz), 5101 Bergheim                                                   |
|      | Telefonzelle                   | Berndorf bei Salzburg                                    | Salzburg-Umgebung    | Juli 2021     | Die Bücherzelle bei der „Matthias Laireiter“-Volksschule wurde von den Schülern gestaltet. | ⊙ Schulstraße 1, 5165 Berndorf bei Salzburg                                                  |
|      | Bücherregal                    | Bürmoos                                                  | Salzburg-Umgebung    | 2018          | Das Offene Bücherregal steht im Eingangsbereich zur Gesundheitswelt (Fitnesscenter) und zum Physiotreff Bürmoos | ⊙ Anton-Seywald-Gasse 3, 5111 Bürmoos                                                        |
|      | Bücherschrank                  | Dorfbeuern, Ortschaft Michaelbeuern                      | Salzburg-Umgebung    |               | Der Offene Bücherschrank befindet sich vor der Ordination von Dr. Greiner bei der Bushaltestelle „Dorfbeuern Schönberg“. | ⊙ Michaelbeuern 65, 5152 Dorfbeuern-Michaelbeuern                                            |
|      | Telefonzelle                   | Ebenau                                                   | Salzburg-Umgebung    | 16. Juni 2018 | Die Bücherzelle („lieswasgscheits“) der Öffentlichen Bibliothek Ebenau steht im Brunnengarten hinter dem Haus der Begegnung. | ⊙ Am Kirchberg 4, 5323 Ebenau                                                                |
|      | Telefonzelle                   | Eugendorf                                                | Salzburg-Umgebung    | Juli 2022     | Die Bücherzelle („Bücher-Universum“) in der Ortsmitte bei der Sporthalle ist ein Projekt der Mittelschule Eugendorf, der Öffentlichen Bibliothek Eugendorf und der Marktgemeinde Eugendorf. | ⊙ Dorf 6, 5301 Eugendorf                                                                     |
|      | Telefonzelle                   | Faistenau                                                | Salzburg-Umgebung    |               | Die Bücherzelle steht bei der Dorflinde neben einer aktiven Telefonzelle an der Friedhofsmauer in der Nähe der Katholischen Pfarrkirche hl. Jakobus der Ältere. | ⊙ Am Lindenplatz 8, 5324 Faistenau                                                           |
|      | Telefonzelle                   | Golling an der Salzach                                   | Hallein              | 1. Okt. 2020  | Die von der heimischen Firma „GP-Schilder“ beklebte, vom Bauhof mit Regalen ausgestattete und von der örtlichen Bücherei betreute Bücherzelle („Bücherbox“) der ÖVP Golling wurde in der Nähe der Bücherei am Platz gegenüber der Firma Unterkofler aufgestellt. | ⊙ Markt 100, 5440 Golling an der Salzach                                                     |
|      | Telefonzelle                   | Göming                                                   | Salzburg-Umgebung    |               | Die Bücherzelle steht am Vorplatz des Gemeindezentrums in der Nähe des Spielplatzes Hellbauerhaus. | ⊙ Dorfstraße 3a, 5114 Göming                                                                 |
|      | Telefonzelle                   | Grödig                                                   | Salzburg-Umgebung    | 2014          | Die von der örtlichen Bücherei betreute Bücherzelle steht direkt vor der Bibliothek bzw. dem Heimathaus. | ⊙ Hauptstraße 3, 5082 Grödig                                                                 |
|      | Metallschrank mit Glasfenstern | Hallein                                                  | Hallein              | 2020          | Der mit einer Innenbeleuchtung und einer Sitzbank ausgestattete Offene Bücherschrank („Büchertankstelle“) vor dem Gebäude der Firma 3D.MARKETING GmbH ist ein Projekt des Geschäftsführers Anton Brühwasser. | ⊙ Am Ausfergenufer, 5400 Hallein                                                             |
|      | Telefonzelle                   | Hallein, Stadtteil Taxach                                | Hallein              | 2015          | Die vom Verein „Treffpunkt Rif“ im Herbst 2015 aufgestellte und betreute Bücherzelle („Bücherbox“) steht direkt beim Gemeindezentrum Rif-Taxach. | ⊙ Rifer Hauptstraße 37, 5400 Hallein                                                         |
|      | Bücherboxen                    | Hallein                                                  | Hallein              | 2012          | Der aus drei von der Firma „Leube Baustoffe“ gesponserten Bücherboxen bestehende Offene Bücherschrank aus Metall (die Bildmontage zeigt diesen aus zwei verschiedenen Blickwinkeln) bei der „Volksbank Hallein“ im Bereich der Stadtbrücke gegenüber vom Kino ist ein Projekt von „Herz für Hallein“ unter der Leitung von Brigitte Längle.                                                                                  | ⊙ Ecke Kuffergasse/Thunstraße, 5400 Hallein                                                  |
|      | Telefonzelle                   | Hintersee, Katastralgemeinde Lämmerbach                  | Salzburg-Umgebung    | 2020          | Die Bücherzelle steht seit Ende 2020 neben dem Gemeindeamt beim gemeinsamen Gebäude von Volksschule und Kindergarten. | ⊙ Lämmerbach 50, 5324 Hintersee                                                              |
|      | Telefonzelle                   | Koppl                                                    | Salzburg-Umgebung    | März 2018     | Die vom Ortsbüro Koppl des Tourismusverbands Fuschlseeregion finanzierte und umgesetzte Bücherzelle („Koppler Bücherregal“) steht bei der Zufahrt zur örtlichen Volksschule. | ⊙ Kopplerstraße 68, 5321 Koppl                                                               |
|      | Bücherschrank                  | Kuchl                                                    | Hallein              | 2019          | Die begehbare Bücherbox aus Lärchenholz wurde von Robert Haslmayr, Thomas Mair und Sebastian Oberkofler vom Holztechnikum Kuchl als Abschlussarbeit im Auftrag vom Umweltausschuss der Pfarre Kuchl realisiert und befindet sich direkt bei der örtlichen Volksschule | ⊙ Marktstraße 54, 5431 Kuchl                                                                 |
|      | Telefonzelle                   | Lamprechtshausen                                         | Salzburg-Umgebung    | Okt. 2019     | Die vom Salzburger Bildungswerk initiierte Bücherzelle („Büchertankstelle“) steht beim örtlichen Gemeindeamt an der Ecke Lamprechtshausener Straße/Schulstraße neben einer sich noch in Betrieb befindlichen Telefonzelle. | ⊙ Hauptstraße 4, 5112 Lamprechtshausen                                                       |
|      | Telefonzelle                   | Lend                                                     | Zell am See          | Dez. 2022     | Die ehemals als aktive Telefonzelle an selber Stelle dienende und von der SPÖ-Ortsorganisation (Team für Lend-Embach) betreute Bücherzelle neben dem Gemeindeamt Lend wurde von Schülern des Fachbereichs Metall der Polytechnischen Schule (PTS) Taxenbach umgebaut. | ⊙ Lend 41, 5651 Lend                                                                         |
|      | Telefonzelle                   | Maria Alm am Steinernen Meer                             | Zell am See          | 2019          | Die von Schülerinnen der 2a (Klasse 2018/19) der Volksschule Maria Alm mit den Lehrerinnen Christina Langreiter und Gudrun Göritzer gestaltete Bücherzelle beim Haus der Musik ist ein Gemeinschaftsprojekt von Gemeinde und der örtlichen Bücherei. | ⊙ Am Kirchplatz 2, 5761 Maria Alm am Steinernen Meer                                         |
|      | Telefonzelle                   | Mittersill                                               | Zell am See          | 2019          | Die von Schülerinnen und Schülern der 8. Schulstufe im Wahlpflichtfach Werken unter der Leitung von Lehrer Matthias Zotter im Stil einer typisch englischen roten Telefonzelle aus Holz gebaute Bücherzelle steht am Gang in der Nähe der Schulbibliothek im 2. Stock des Schulzentrums Mittersill (NMS) und ist während der Schulbetriebszeiten zugänglich.                                                                 | ⊙ Felberstraße 3, 5730 Mittersill                                                            |
|      | Telefonzelle                   | Neumarkt am Wallersee                                    | Salzburg-Umgebung    | 2016          | Die vom Verlag Doppelpunkt initiierte und umgesetzte Bücherzelle steht vor dem Verlagshaus in Breinberg-West. | ⊙ Breinbergstraße 14, 5202 Neumarkt am Wallersee                                             |
|      | Telefonzelle                   | Nußdorf am Haunsberg                                     | Salzburg-Umgebung    | 2017          | Die in Kooperation mit dem Regionalverband Flachgau-Nord gestaltete Bücherzelle steht bei der Haltestelle „Nußdorf am Haunsberg Feuerwehr“ der Regionalbuslinie 111. | ⊙ Hauptstraße 8, 5151 Nußdorf am Haunsberg                                                   |
|      | Holzbank                       | Oberalm                                                  | Hallein              | 2022          | Die „Oberalmer Bücherbank“ befindet sich vor dem Gemeindezentrum Oberalm. | ⊙ Halleiner Landesstraße 51, 5411 Oberalm                                                    |
|      | Holzbänke                      | Oberalm                                                  | Hallein              |               | Die Bildmontage zeigt die beiden Büchertruhen („Oberalmer Bücherbank“) vor der Bücherei im Filzhofgütl. | ⊙ Schrannengasse 10, 5411 Oberalm                                                            |
|      | Bücherregale                   | Oberndorf bei Salzburg                                   | Salzburg-Umgebung    | 28. März 2014 | Die „Bücherinsel“ im alten Zollhäusl an der Salzachbrücke besteht aus drei Bücherregalen und ist von 08.00 bis 20.00h zugänglich. Sie ist eine Initiative des Tauschnetzwerks „Wir Gemeinsam Nachbarschaftshilfe“ (Regionalgruppe Flachgau Nord bzw. Tauschkreis SBG Nord) und wird von der örtlichen Öffentlichen Bibliothek betreut. Die Bildmontage zeigt das Gebäude und die Regale im Innenraum.                        | ⊙ Brückenstraße 16, 5110 Oberndorf bei Salzburg                                              |
|      | Telefonzelle                   | Oberndorf bei Salzburg, Stadtteil Ziegelhaiden           | Salzburg-Umgebung    | 18. Okt. 2016 | Die Bücherzelle am Trafohäuschen „Oberndorf Säge“ an der Ziegeleistraße beim Kindergarten 2 ist ein gemeinsames Projekt der Polytechnischen Schule (PTS) und der Stadtbibliothek. Im März 2018 war die Zelle in Brand geraten. | ⊙ Michael-Gundringer-Straße 1, 5110 Oberndorf bei Salzburg                                   |
|      | Telefonzelle                   | Obertrum am See                                          | Salzburg-Umgebung    | 2023          | Die Bücherzelle („Bücherturm“) gibt es seit Herbst 2023. | ⊙ Hauptstraße 6, 5162 Obertrum am See                                                        |
|      | Telefonzelle                   | Plainfeld                                                | Salzburg-Umgebung    | 2019          | Das von Jugendlichen aus dem örtlichen Jugendzentrum gestaltete „Plainfelder Bücherregal“ steht neben einer Salzburg AG Ladestation beim örtlichen Gemeindezentrum | ⊙ Dorfstraße 18, 5325 Plainfeld                                                              |
|      | Telefonzelle                   | Radstadt                                                 | St. Johann im Pongau | 24. Mai 2011  | Die Bücherzelle („offene Bibliothek“) wurde im Rahmen der Veranstaltung „Sommer-Lese-Lounge Radstadt“ auf Initiative vom Radstädter Kulturkreis „DAS ZENTRUM“ in der Nähe des Rathauses aufgestellt | ⊙ Stadtplatz 17, 5550 Radstadt                                                               |
|      | Telefonzelle                   | Saalfelden am Steinernen Meer                            | Zell am See          | ca. 2020      | Die von Lukas Ferbus gestaltete Bücherzelle („Bibliothek“) im Kirchhof bzw. am Kirchenareal wurde vom Saalfeldner Stadtmarketing initiiert und wird von der Buchhandlung Wirthmiller und der örtlichen Bibliothek betreut. Zwischen 19.00 und 07.00h ist die Zelle mit einem Schloß versperrt. | ⊙ Lofererstraße 11, 5760 Saalfelden am Steinernen Meer                                       |
|      | Bücherregal                    | Salzburg                                                 | Salzburg             | ca. 2018      | Das runde Bücherregal inkl. Sitzbank mit dem Namen „Biblio Take“ befindet sich neben dem Geldautomaten gegenüber einer Filiale der Drogeriemarktkette „Müller“ im Erdgeschoß vom Einkaufszentrum Forum 1 im Stadtteil Elisabeth-Vorstadt am Vorplatz des Salzburger Hauptbahnhofs; zugänglich während der Öffnungszeiten (Stand Anfang April 2025): Montag bis Freitag 09.00 bis 19.00h sowie samstags von 09.00 bis 18.00h. | ⊙ Südtiroler Platz 13, 5020 Salzburg                                                         |
|      | Telefonzelle                   | Salzburg-Aigen                                           | Salzburg             |               | Die Bücherzelle neben der Trafik „Johann Tomek“ ist ein gemeinsames Projekt des städtischen Abfallservice mit dem Bewohnerservice Aigen & Parsch. | ⊙ Perneggerstraße 16, 5026 Salzburg                                                          |
|      | Telefonzelle                   | Salzburg-Aigen                                           | Salzburg             | Nov. 2018     | Die offiziell am 30. November 2018 eröffnete Bücherzelle ist ein gemeinsames Projekt des städtischen Abfallservice mit dem Bewohnerservice Aigen & Parsch. | ⊙ Olivierstraße 6, 5026 Salzburg                                                             |
|      | Telefonzelle                   | Salzburg-Gneis                                           | Salzburg             | 27. Apr. 2014 | Die vom Salzburger Bildungswerk initiierte Bücherzelle steht gegenüber dem „Gasthaus Eigenherr - Kroatische Spezialitäten“ neben einem Kleiderspendencontainer. | ⊙ Ecke Josef-von-Eichendorff-Straße 5 / Adam-Müller-Guttenbrunn-Straße, 5020 Salzburg        |
|      | Telefonzelle                   | Salzburg-Itzling                                         | Salzburg             | März 2015     | „Büchertauschzelle“, initiiert durch das Bewohnerservice Itzling/Elisabeth-Vorstadt | ⊙ Veronaplatz, 5020 Salzburg                                                                 |
|      | Telefonzelle                   | Salzburg-Lehen                                           | Salzburg             | 2012          | Die beleuchtete Bücherzelle („Büchertankstelle“) vor dem Literaturhaus wurde initiiert durch Tomas Friedmann vom Literaturhaus Salzburg | ⊙ Strubergasse 23/Ecke H.C.-Artmann-Platz, 5020 Salzburg                                     |
|      | Telefonzelle                   | Salzburg-Maxglan                                         | Salzburg             | 2022          | Die zu einer Bücherzelle umgebaute Telefonzelle beim Kindergarten Maxglan Stölzlpark wurde vom städtischen Abfallservice zur Verfügung gestellt und ersetzt einen kaputtgegangenen Bücherkasten. | ⊙ Bindergasse 11, 5020 Salzburg                                                              |
|      | Bücherregale                   | Salzburg-Maxglan                                         | Salzburg             | 2013          | Initiiert durch Abfallservice der Stadt Salzburg | ⊙ Siezenheimer Straße 20, Recyclinghof                                                       |
|      | Telefonzelle                   | Salzburg-Neustadt                                        | Salzburg             | 29. Okt. 2015 | An der Realisierung der Bücherzelle beim Kleinen Grünmarkt im Salzburger Andräviertel waren das Jugendprojekt „Streusalz“, das Jugendzentrum „Iglu“ sowie die „Andrä-Schule – Campus Mirabell“ beteiligt. | ⊙ Haydnstraße 5 / Ecke Hubert-Sattler-Straße, 5020 Salzburg                                  |
|      | Telefonzelle                   | Salzburg-Neustadt                                        | Salzburg             | 2015          | Die Bücherzelle („Büchertankstelle“) mit der Bezeichnung „Wortfutter“ steht neben zwei noch aktiven Telefonzellen bei einer Postfiliale. | ⊙ Schrannengasse 10 D, 5020 Salzburg                                                         |
|      | Telefonzelle                   | Salzburg-Nonntal                                         | Salzburg             | 2012          | Die Bücherzelle („Büchertankstelle“) vor der dem Sender Radiofabrik 107,5 im Kulturzentrum ARGEkultur wurde durch Tomas Friedmann vom Literaturhaus Salzburg initiiert. | ⊙ Ulrike-Gschwandtner-Straße 5, 5020 Salzburg                                                |
|      | Bücherschrank                  | Salzburg-Nonntal                                         | Salzburg             | ca. 2011      | Der Offene Bücherschrank („Die öffentliche Bibliothek Salzburg 2011“) steht zwischen dem Bezirksgericht und dem Künstlerhaus Salzburg in der Nähe der Bushaltestelle „Justizgebäude“. | ⊙ Hellbrunner Straße 3, 5020 Salzburg                                                        |
|      | Bücherschrank                  | Schleedorf                                               | Salzburg-Umgebung    |               | Der Bücherschrank steht in einer Gartenlaube im 2017 eröffneten „Lebensgarten Schleedorf“ | ⊙ Dorf 104, 5205 Schleedorf                                                                  |
|      | Telefonzelle                   | Seeham                                                   | Salzburg-Umgebung    | Juni 2013     | Die Bücherzelle ist ein Projekt des All-in Jugendzentrums (JUZ) und steht dort auf einer Rasenfläche gegenüber der örtlichen Raiffeisenbank in der Nähe des Gemeindeamts | ⊙ Dorf 2/Pfarrgrabenstraße 1, 5164 Seeham                                                    |
|      | Telefonzelle                   | Seekirchen am Wallersee, Ortschaft Seewalchen            | Salzburg-Umgebung    | Okt. 2022     | Die Bücherzelle („Bücherstelle“) neben dem Brunnen am Rupertus-Platz ist ein Projekt der Initiative „LeSe“ (Lebenswertes Seekirchen). | ⊙ Hauptstraße 26–28, 5201 Seekirchen am Wallersee                                            |
|      | Telefonzelle                   | Seekirchen am Wallersee, Ortschaft Seewalchen            | Salzburg-Umgebung    | Okt. 2022     | Die von der örtlichen Bibliothek ausgestattete und betreute Bücherzelle („Bücherstelle“) am Ruperti-Spielplatz vor der Sportmittelschule ist nur für mit Kinderbücher gedacht. | ⊙ Bahnhofstraße 20, 5201 Seekirchen am Wallersee                                             |
|      | Telefonzelle                   | Sankt Georgen bei Salzburg, Katastralgemeinde Holzhausen | Salzburg-Umgebung    |               | Die Bücherzelle („Büchertankstelle“) befindet sich zwischen der Feuerwache des Löschzugs Holzhausen der Freiwilligen Feuerwehr St. Georgen und dem Kindergarten bzw. der Volksschule. | ⊙ Helmbergerstraße 13, 5113 St. Georgen bei Salzburg-Holzhausen                              |
|      | Telefonzelle                   | Sankt Georgen bei Salzburg, Ortschaft Irlach             | Salzburg-Umgebung    |               | Die Bücherzelle („Büchertankstelle“) der Bibliothek St. Georgen befindet sich in der Nähe der Pfarrkirche. | ⊙ Pfarrhofstraße 1, 5113 St. Georgen bei Salzburg                                            |
|      | Telefonzelle                   | St. Johann im Pongau                                     | St. Johann im Pongau | 2019          | Die Bücherzelle bei der Postfiliale im Ortszentrum ist eine vom Verein „kultur:plattform St. Johann“ im November 2019 renovierte und umgebaute ehemalige Telefonzelle. | ⊙ Hauptstraße 28, 5600 St. Johann im Pongau                                                  |
|      | Telefonzelle                   | St. Michael im Lungau                                    | Tamsweg              | 2020          | Die von der Öffentlichen Bibliothek St. Michael im Lungau betreute Bücherzelle („MINI-BIB“) steht vor dem Gemeinde-Kindergarten. | ⊙ Gerichtsstraße 347, 5582 St. Michael im Lungau                                             |
|      | Telefonzelle                   | St. Veit im Pongau                                       | St. Johann im Pongau |               | Die Bücherzelle steht beim Beginn des Thomas-Bernhard-Wanderwegs am Marktplatz in der Nähe der Volksschule. | ⊙ Markt 11, 5621 St. Veit im Pongau                                                          |
|      | Telefonzelle                   | Straßwalchen                                             | Salzburg-Umgebung    | März 2018     | Die Bücherzelle („Bücherbox der Stadtgemeinde Straßwalchen“) steht neben der Bushaltestelle „Straßwalchen Bahnhofstraße“ in der Nähe des Feuerwehrparks, wo auch ihr erster Standort war. | ⊙ Ecke Salzburgerstraße/Josef Moosleitnerweg, 5204 Straßwalchen                              |
|      | Telefonzelle                   | Straßwalchen, Ortschaft Steindorf                        | Salzburg-Umgebung    | Apr. 2021     | Die Bücherzelle („Bücherbox der Stadtgemeinde Straßwalchen“) steht direkt neben der Bushaltestelle „Steindorf bei Straßwalchen Ort“ (Fahrtrichtung Straßwalchen) in der Nähe des ehemaligen Gebäudes der Werbeagentur „PromoDruck“. | ⊙ gegenüber der Adresse Hauptstraße 22/Ecke Pfongauerstraße, 5204 Steindorf bei Straßwalchen |
|      | Telefonzelle                   | Straßwalchen, Ortschaft Irrsdorf                         | Salzburg-Umgebung    | Okt. 2018     | Die vom Künstler Peter Nanut gestaltete Bücherzelle („Bücherbox“) wurde als zweite ihrer Art in Straßwalchen von der Irrsdorfer Dorfgemeinschaft am Dorfplatz aufgestellt. | ⊙ gegenüber von Irrsdorfer Kirchenstraße 34, 5204 Straßwalchen-Irrsdorf                      |
|      | Telefonzelle                   | Tamsweg                                                  | Tamsweg              |               | Die Bücherzelle steht gegenüber vom Regionalbüro der „Lungauer Nachrichten“ des Salzburger Verlagshauses. | ⊙ gegenüber von Forstamtsgasse 6, 5580 Tamsweg                                               |
|      | Bücherschrank                  | Thalgau                                                  | Salzburg-Umgebung    | 2022          | Der von der Gemeindebibliothek betreute Bücherschrank steht im Jilkagarten in der Nähe der Bushaltestelle „Thalgau Ortsmitte“. | ⊙ Franz Schossleitner-Straße 16, 5303 Thalgau                                                |
|      | Telefonzelle                   | Uttendorf                                                | Zell am See          |               | Die von der örtlichen Bücherei betreute Bücherzelle steht beim „miniM“-Supermarkt. | ⊙ Lindenplatz 2, 5723 Uttendorf                                                              |
|      | Telefonzelle                   | Weißbach bei Lofer                                       | Zell am See          | Sep. 2017     | Die von Schülern mit der Managerin der „Klima- und Energiemodellregion (KEM) Nachhaltiges Saalachtal“ Verena Baumann gestaltete Bücherzelle steht bei der „SB Raiffeisenbank Sankt Martin-Lofer-Weissbach“ neben dem Dorfbrunnen beim Gemeindeamt. | ⊙ Unterweißbach 19, 5093 Weißbach bei Lofer                                                  |
|      | Büchergondel                   | Werfenweng                                               | St. Johann im Pongau |               | Die Büchergondel („Lese-Gondel“) befindet sich beim Salzburger Landesskimuseum. | ⊙ Weng 138, 5453 Werfenweng                                                                  |
|      | Telefonzelle                   | Zell am See, Stadtteil Zell am See-Süd                   | Zell am See          | 2017          | Die Bücherzelle im Stil einer roten englischen Telefonzelle steht im Vellmar Park im Stadtteil Schüttdorf. | ⊙ Vellmar Park, 5700 Zell am See                                                             |

## Liste ehemaliger Bücherschränke
| Bild | Ausführung | Ort | Seit | abgebaut (festgestellt) | Anmerkung | Lage |
| ---- | ---------- | --- | ---- | ----------------------- | --------- | ---- |